# Permanência de objeto
A permanência de objeto é o entendimento de que os objetos continuam a existir mesmo quando não possam ser vistos, ouvidos ou tocados.